# Knud Leif Thomsen
Knud Leif Thomsen est un réalisateur danois né le 2 septembre 1924 et mort le 14 octobre 2003 à Alençon.

## Filmographie partielle
- 1962 : Duellen
- 1964 : Selvmordsskolen
- 1966 : Gift (en)
- 1969 : Midt i en jazztid
- 1975 : Bejleren - en jydsk røverhistorie